# Il sonno degli dei
Il sonno degli dei (The Engines of God) è un romanzo di fantascienza del 1994 scritto da Jack McDevitt. 

## Trama
Su una lontana Luna del sistema solare gli scienziati riportano alla luce delle antiche divinità che stavano dormendo da millenni. Il loro risveglio comporta importanti cambiamenti e porterà la protagonista Priscilla Hutchins ad un pericoloso viaggio alla ricerca della soluzione di un antichissimo enigma.

## Edizioni
- Jack McDevitt, Il sonno degli dei, Urania n. 1340, Arnoldo Mondadori Editore, 1998.